# باندكي (زلاغي الشرقي)
باندکي (بالفارسية: پندکی) هي قرية تقع في إيران في قسم زلاغي الشرقي الریفي. يقدر عدد سكانها بـ 15 نسمة بحسب إحصاء 2016.